# Torpille Mark 37

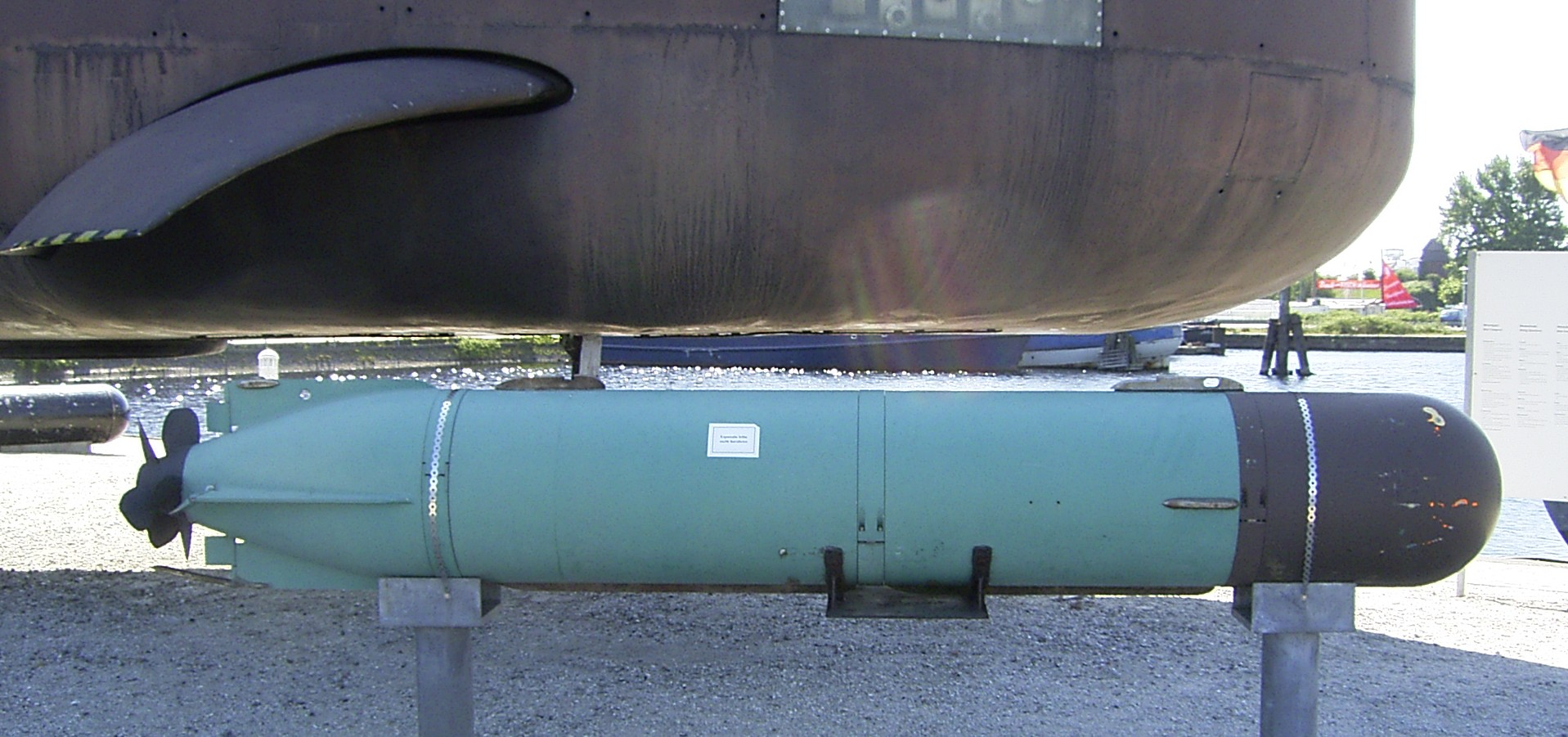
Une torpille Mark 37 mod-0 au musée maritime allemand de Wilhelmshaven

La torpille Mark 37 (Mark 37 torpedo en anglais) est une torpille à propulsion électrique développée pour l'US Navy après la fin de la Seconde Guerre mondiale. Elles ont commencé à être utilisées au début des années 1950 et plus de 3 300 torpilles Mark 37 ont été produites depuis cette date. La marine américaine a cessé de les utiliser dans les années 1970 et a alors vendu son inventaire aux flottes militaires étrangères.

## Histoire
C'est le consortium Westinghouse-ORL qui effectue les recherches techniques et les travaux de conception qui ont conduit à son développement à partir de 1946. Les torpilles Mark 37 utilisaient le système de guidage par sonar-actif développé et testé sur les modèles améliorés des torpilles Mark 18 (en) en plus d'un système par sonar-passif et un nouveau fuselage. En 1955-1956, une trentaine de torpilles furent produites pour effectuer des tests et rodages et la mise en production à grande échelle débuta peu après.
En 1967, les torpilles Mark 37 furent améliorées, les Mark 37 mod-0 reçurent des mises à jour les amenant au niveau mod-3, et les Mark 37 mod-1 furent améliorées jusqu'au niveau mod-2. Plusieurs changements et améliorations ont été effectués à ce moment, en particulier les transducteurs piézoélectriques remplacèrent les magnétostrictifs ce qui augmenta de 640 mètres à 910 mètres leurs capacités de détection d'une cible et ce sans perdre de sensitivité en eau profonde.
Pendant une très longue période les torpilles Mark 37 seront l'arme principale des sous-marins américains dans la lutte anti-sous-marine. À partir de 1972, elles seront remplacées par les torpilles Mark 48. L'inventaire de l'US Navy sera alors vendu à plusieurs pays, en particulier Israël, après avoir été converties au format des NT37C, leur système de guidage remplacé par des composantes électroniques et le mode de propulsion électrique converti à un combustible liquide (monergol).

## Caractéristiques

### Propulsion et guidage

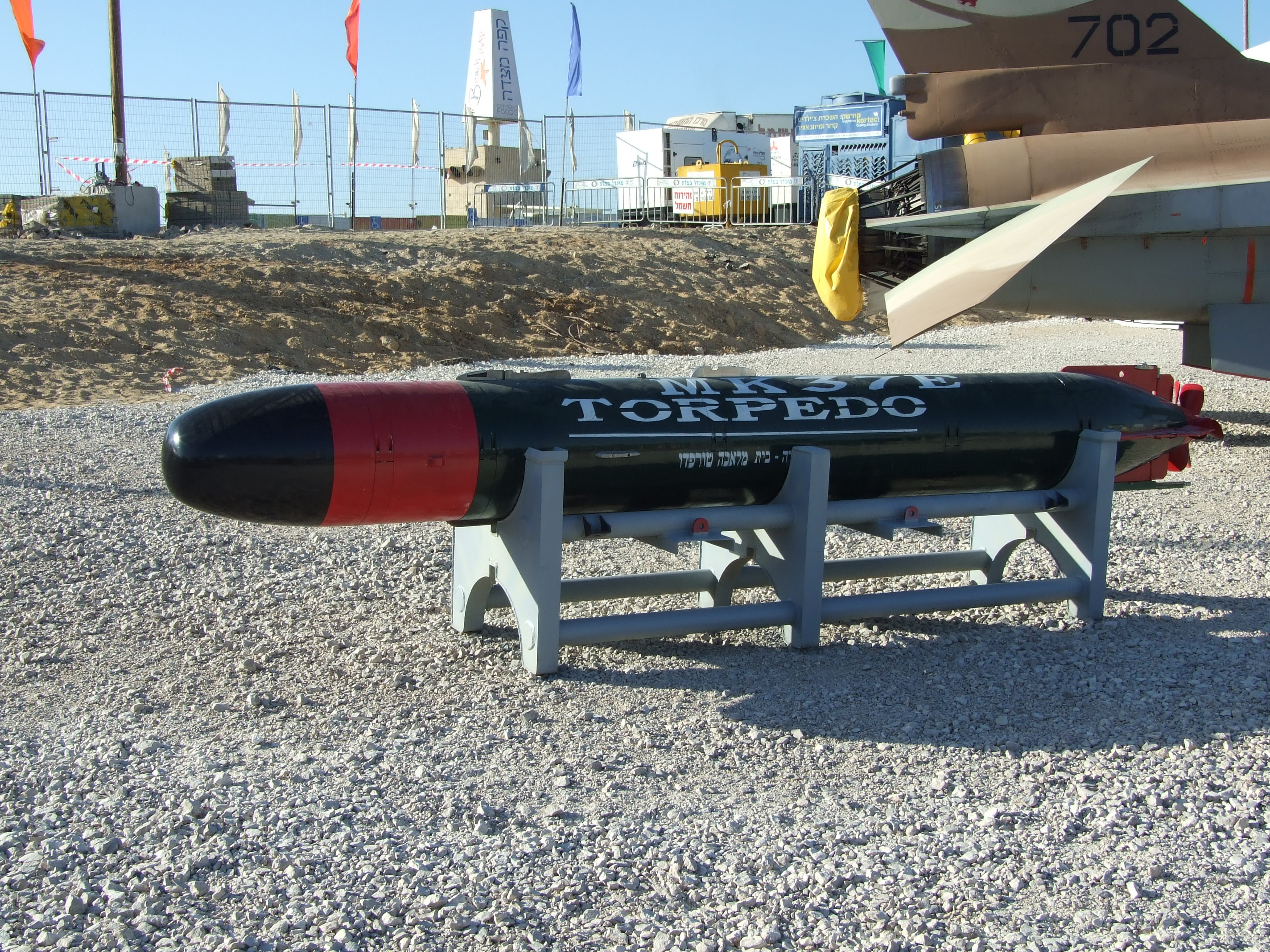
Une torpille Mark 37 mod-E

La torpille Mark 37 était équipée d'un système de propulsion électrique ce qui lui permettait d'être lancée des tubes lance-torpilles sans avoir besoin d'air pressurisé diminuant d'autant sa signature acoustique lors du lancement.
Au début de sa course, elle était guidée par un gyroscope, les contrôles de ce dernier permettant d'obtenir une trajectoire rectiligne. Un système de contrôle par sonar passif prenait ensuite le relais du guidage de la torpille et dans les 640 mètres de sa course, un système de sonar actif Doppler équipé de transducteurs magnétostrictifs fonctionnant à 60 kHz.
À l'origine, les composantes électroniques des transducteurs étaient des tubes à vide qui ont ensuite été remplacés par des semi-conducteurs. Les torpilles Mark 37 mod-1, qui utilisaient le principe du filoguidage, étaient un peu plus lourdes et allongées que les Mod-0, mais avaient de meilleurs aptitudes pour l'écholocation et pour atteindre les sous-marins ennemis plus rapides et agiles.
Les torpilles Mark 37 utilisaient les batteries zinc-argent de type Mark 46. Ces batteries avaient la réputation de surchauffer, quelquefois jusqu'à provoquer des incendies ou des explosions. Les torpilles utilisées pour la formation étaient équipées de batterie rechargeable. 
L'efficacité des Mark 37 était satisfaisante pour les cibles naviguant à moins de 37 km/h et à une profondeur de moins de 300 mètres. Lorsque des sous-marins capables de naviguer à des vitesses supérieures ou de plonger en eau plus profonde apparurent, les Mark 37 furent remplacées par des torpilles de type NT37C, D, E et F qui utilisaient toutes le design des torpilles Mark 37.

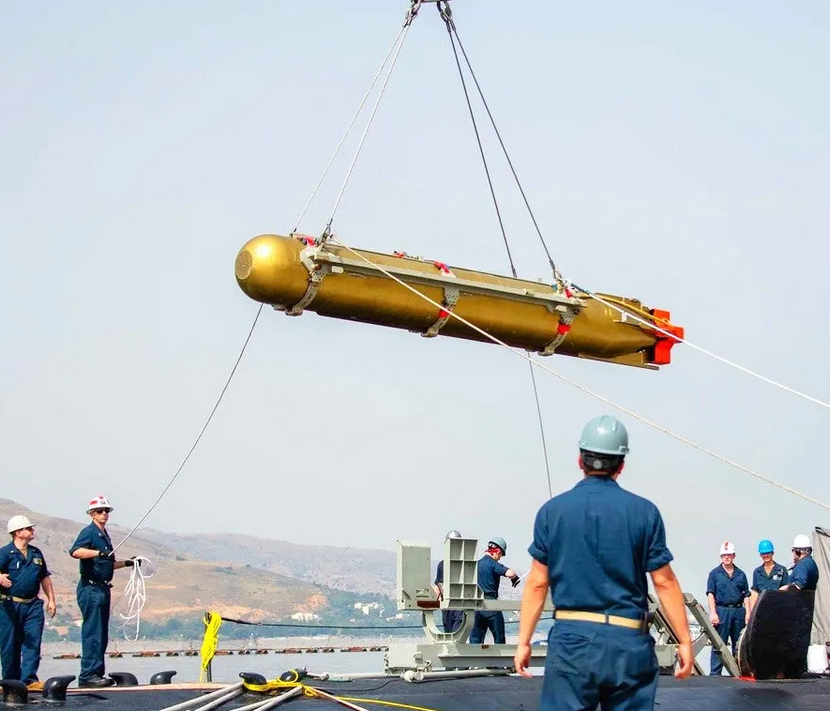
Une Mark 67 SLMM embarquée à bord d'un sous-marin dans la base navale de Crète en 2021.

Les mines marines Mark 67 Submarine Launched Mobile Mines (en), conçues pour être lancées à partir d'un sous-marin de la classe Los Angeles, ont le même fuselage que les torpilles Mark 37. Elles furent utilisées pour la première fois en 1979 ou 1983 et ont la capacité de se déplacer sur une distance d'une quinzaine de kilomètres à travers un chenal maritime, une baie et dans des eaux peu profondes qui normalement seraient inaccessibles aux navires à partir desquels elles sont lancées. Après avoir atteint l'endroit ciblé, elles se déposent sur le fond marin ou elles sont déclenchées par la présence d'une cible passant à proximité, et ce sans contact. La charge explosive qu'elles contiennent est contrôlée par un ordinateur équipé de senseurs magnétiques, acoustiques et sensibles aux variations de pression. Elles sont encore utilisés de manière limitée dans les années 2020.

### Données techniques
- Propulsion : batterie zinc-argent de type Mark 46 ; moteur électrique à deux vitesses
- Longueur : 340 cm (mod.0), 410 cm (mod.1)[1]
- Poids : 650 kg (mod.0), 750 kg (mod.1)[1]
- Diamètre : 48 cm[1]
- Portée : 21 km à 17 nœuds, 9 km à 26 nœuds
- Profondeur : 300 mètres
- Vitesse : 31 km/h, 48 km/h
- Système de guidage : Sonar actif/passif ; sonar passif jusqu'à une distance de 640 mètres de la cible, sonar actif par la suite ; mod.1 avec filoguidage[1]
- Charge explosive : 150 kg d'Hexolite-3, un explosif détonant à haute vitesse et un mécanisme d'explosion lors de l'impact
- En service : 1957 à 1987[1].